# Quốc huy Việt Nam Cộng hòa

Quốc huy Đệ Nhất Cộng hòa Việt Nam

Quốc huy Việt Nam Cộng hòa là huy hiệu biểu tượng quốc gia của Việt Nam Cộng hòa.

## Hình dạng

Quốc huy Đệ Nhị Cộng hòa (1967 - 1975)

### Đệ Nhất Cộng hòa(1955-1963)
Từ năm 1957, quốc huy hình tam giác đều, một góc nhọn chĩa xuống, trong có khóm tre, biểu tượng cho sức mạnh bền dẻo. Phía trên la cuốn thư với hai chữ "Việt Nam". Một đầu cuốn thư cuộn lấy cây bút lông tượng trưng cho trí thức và tinh thần thượng văn, đầu kia có thanh kiếm, tượng trưng cho quân nhân và tinh thần thượng võ.

### Đệ Nhị Cộng hòa(1967-1975)
Quốc huy hình lá chắn vàng ba sọc đỏ (là biến thể từ quốc kỳ Việt Nam Cộng hòa) cộng Lưỡng long chầu nguyệt.